# 山中教子
山中教子（日语： Yamanaka Noriko，1941年—），日本女子乒乓球运动员。她曾获得3枚世界乒乓球锦标赛金牌。她也是1966年亞洲運動會女子雙打和女子團體冠軍得主。